# Castle Carlton (by)
Castle Carlton är en by i civil parish Reston, i distriktet East Lindsey, i grevskapet Lincolnshire, i England. Byn är belägen 8 km från Louth. Castle Carlton var en civil parish fram till 1936 när blev den en del av South Reston. Civil parish hade 23 invånare år 1931.